# 德川賴職
德川賴職（日语：〔〕／ Tokugawa Yorimoto，1680年2月17日—1705年10月25日），日本江戶時代中期大名，紀州藩第四代藩主、紀伊德川家第四代當主。他是二代藩主德川光貞的第三子，母親是側室宮崎氏。乳名長七。

## 生涯
延寶八年（1680年）出生，是光貞的庶三子。元服後，因為是庶子，因此被賜予苗字松平，正式改名為松平賴元，後來，又改名為松平賴職，任從四位下左近衛權少將。元祿十年（1697年），封越前國丹生郡高森藩三萬石，成為紀州德川家的分支（分家）。
寶永二年（1705年），賴職的兄長，第三代藩主德川綱教突然生了一場大病。當時，綱教並沒有子嗣。所以賴職便以綱教養嗣子的身分，恢復德川姓。同年五月，綱教去世，享年四十歲。賴職繼承藩主之位，成為紀伊藩第四代藩主。八月，父親光貞去世，享年八十歲。光貞一個月後，年輕的賴職逝世，得年僅二十六歲。
由於賴職繼承藩主五個月後便去世，因此來不及成為從二位權大納言（作為紀伊藩主可得到的官位），以及接受將軍的偏諱。另外，賴職沒有迎娶正室，也沒有子嗣，所以他的弟弟松平賴方（後來的德川吉宗）成為第五代藩主。
法名：深覺院殿贈相公三品圓巖真常大居士
墓地：和歌山縣海南市下津町上的慶德山長保寺

## 官職位階履歷
※日期=舊曆
- 元祿八年（1695年）十二月，任從五位下內藏頭。
- 元祿九年（1696年）十二月十八日，任從四位下左近衛權少將。
- 元祿十年（1697年）四月十五日，成為越前國高森藩三萬石的藩主。
- 寶永二年（1705年）五月，成為兄長紀伊國紀伊藩主德川綱教的養子，成為藩主繼任者，改為德川姓。六月十八日，成為藩主。九月八日，逝世。
- 正德三年（1713年）十一月九日，贈從三位參議。